# ایریس کومار
ایریس کومار (به انگلیسی: Iris Komar) (زادهٔ) شناگر اهل آلمان است.